# Lijst van wapens van Litouwse deelgebieden
Dit artikel bevat een lijst van wapens van Litouwse deelgebieden. Litouwen is ingedeeld in tien districten (of provincies), die allemaal een eigen wapen hebben. De districtswapens hebben allen eenzelfde opbouw, gelijkaardig aan de districtsvlaggen: een wapenschild met een egaal veld met daarin een regionaal symbool, omringd door een blauwe rand met daarin tien gouden Vytiskruizen. Dit aantal verwijst naar het aantal districten.

Alytus
Kaunas
Klaipėda
Marijampolė
Panevėžys
Šiauliai
Tauragė
Telšiai
Utena
Vilnius